# イギリス式庭園

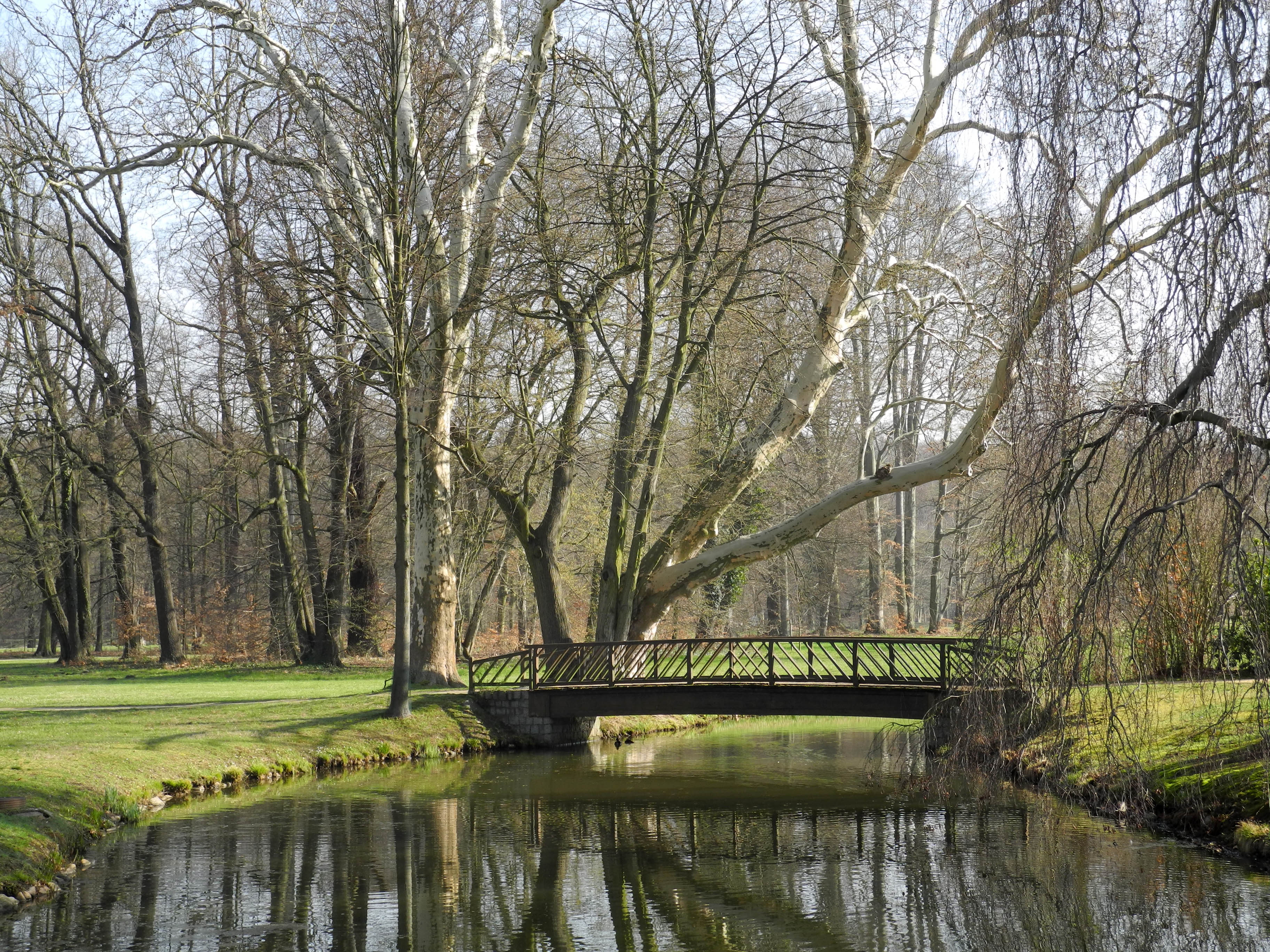
ドイツ・ポーランドのムスカウアー公園

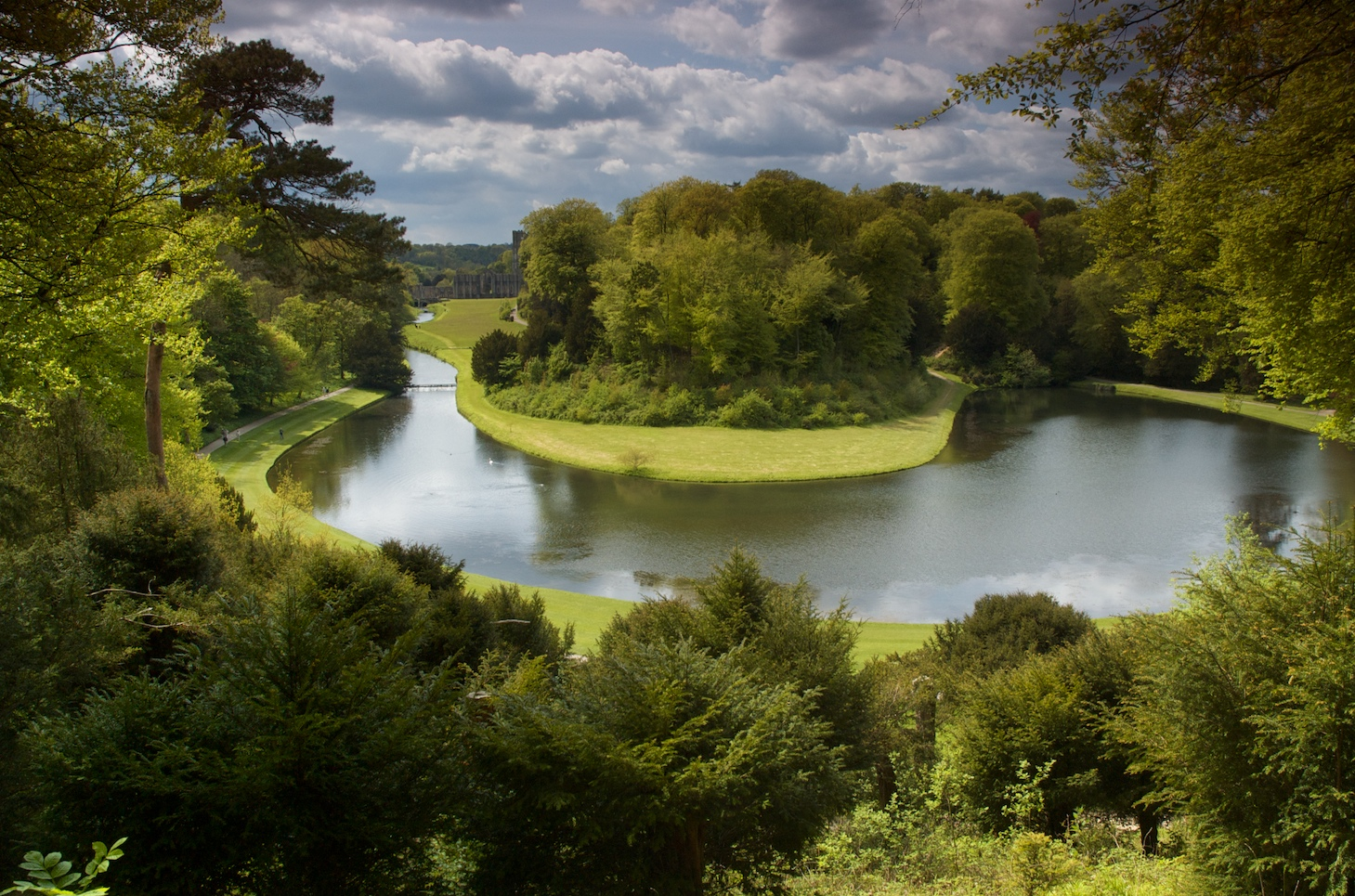
スタッドリー王立公園

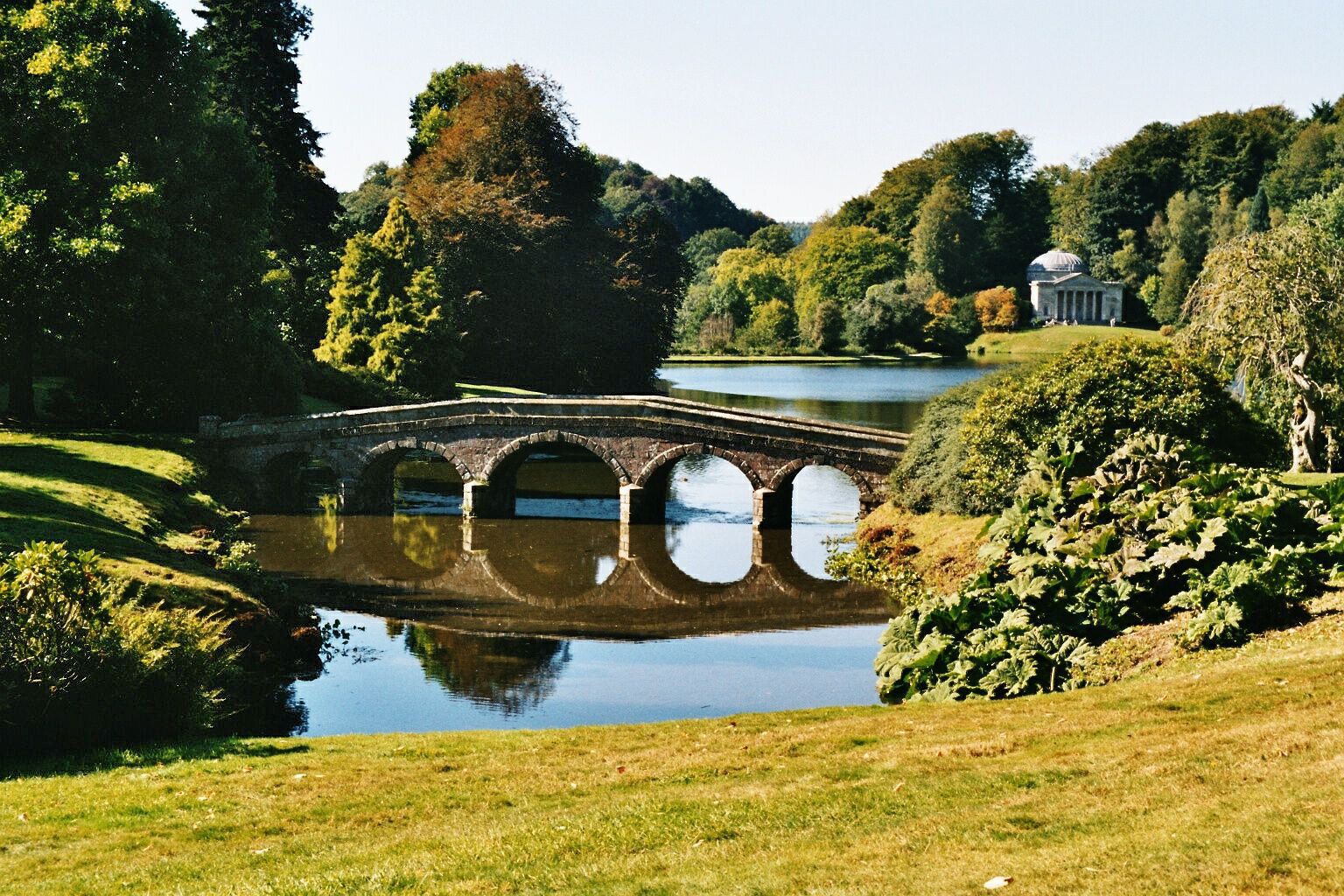
ストウヘッド庭園

イギリス式庭園（イギリスしきていえん、{{lang-en|English garden, English park）は、西洋風の庭園の様式のひとつ。

## 概要
狭義では、平面幾何学式庭園（フランス式庭園）に対して自然の景観美を追求した、広大な苑池から構成される自然風景式庭園（ふうけいしきていえん）を指す。
自然風景式庭園は、庭園の作庭技法の1つで、平面幾何学式庭園と違い曲線を多用し、なだらかな起伏を要し、自然風景のように作庭される庭園様式である。通常はイギリス式のを指す。
イングリッシュランドスケープガーデンスタイルは、初期のイギリスとヨーロッパのルネサンス様式の庭園の幾何学的形状を実質的に一掃した。ウィリアム・ケントとランスロット・ブラウンは、他の多くのデザイナーの中でも、その主導的支持者であり、1730年代の自然主義的な英国式庭園スタイルと名付けられ、各国に広まる（フランス語: Jardin anglais、イタリア語: Giardino all'inglese、ドイツ語: Englischer Landschaftsgarten ）。フレンチ・ランドスケープガーデンは、その後大陸でスタイルの発展を続けたものである。 
この意味のほかに、19世紀のイギリスで認識されるようになったコテージガーデン（en:Cottage garden）などの園芸様式を含めて用いることもあり、現代日本において家庭園芸（ガーデニング）用語として使われる「イングリッシュガーデン」は、この流れを汲む。
ガーデニングの意味するところは囲まれた世界の中でするということで、中世では皇帝や王族のために徹底して造られていくようになった。そうしたガーデンは規模も視野も巨大化していく。
当初はイギリスにおいて、フランス風の整形庭園を攻撃する文章によって、この風景式庭園誕生の先鋒となった。中心人物としては、アントニー・アシュリー＝クーパー、ジョゼフ・アディソン 、アレクサンダー・ポープらがいる。現実の庭園としてはストウのテンプル伯の館 (Stowe House) が最初期に属する。この設計は最初チャールズ・ブリッジマンによって行われ、ブリッジマンは庭を細かく区画することを嫌い、大きく意匠することに努めた。庭と外界の境に一種の掘割であるハハーを導入して、何遮るものなく眺望が周囲の自然に溶け込んでいくように工夫した。ストウは以後、ブリッジマンと協同したジョン・ヴァンブラ、ウィリアム・ケント、ジェームズ・ギブズ、ランスロット・ブラウンといった名手たちが次々に手を加えた記念碑的な庭園となる。風景式庭園の様々な相を1つに集めた庭として、今に伝えられている。
近世になると、アレクサンダー・ポープは「全ての点で自然を念頭におくこと。土地の精霊に相談せよ」という、2行の詩を残す。風景画においてピクチュアレスクという、主として自然の美や風景に関する趣味の基準を表す理論が、不規則さや絶え間なき変化といった美の特徴を見出され、イギリスの美学理論において美や崇高の概念に並ぶ美的範疇となっていく。
代表的な作家、ケントの仕事としては1730年代に造ったラウシャム・ハウスの庭園が残っている。またこうした古典的な題材だけでなく、ゴシック、あるいは中国風のものを題材に選ぶものも現れており、ロンドンのキューガーデンにパゴダを造ったウィリアム・チェンバーズは、そうした東洋風の構成に魅かれた人物の一人である。
こうした絵画的な構成を重んじる派に属するものとしては、ホーア家代々、ことにヘンリー2世がアマチュア造園家として造ったスタウアヘッドの庭が、完成された美しさを示している。
こうした中イギリス人たちは、絵画に見出した特徴を現実の風景にも求めるようになり、「イギリス式」と呼ばれる庭園が誕生する。庭園の特徴は、自然風景を模倣して、不規則さ、ア・シンメトリー性、さらに過去への連想、異国的なものへの憧れ、を表している。風景式庭園から発見されたア・シンメトリー性という美学は20世紀に入ると、都市デザインや造形物に大きな影響を与えていった。こうして、イギリスの領主館（カントリー・ハウス）ではカントリーサイドに広がる広大なイギリス的風景を取り込んだガーデニングが行われる。それは敷地そのものが広大な上に、さらに敷地の枠を超えて、遠くの自然風景、大自然を眺望し、それを1つの領域として取り込むものである。今日でも多くの庭園が往時の姿を保ち、イギリスは国土全体が公園のようだとも言われる所以となっている。

## イギリス式庭園の展開

### 自然美の賛美と風景式庭園の発展
イギリスにおいて風景式庭園の着想が生まれ発展を遂げた背景には、古典主義の写実的な風景画の影響があったと考えられている。即ち、17世紀にクロード・ロランなどが地中海風景や古代風建築を描いた絵画がイギリス貴族の間で流行し、彼らの邸宅の壁に飾られることとなったが、さらに彼らは、壁の絵ではなく窓外の現実風景にこれら絵画のような理想的風景を造り上げることを望むようになったのである。風景式庭園の基礎を築いたウィリアム・ケントが、庭師の経験のない画家だったことは、象徴的な事実である。
ランドスケープガーデンにある景色は現実のものからの写されるものであることはめったにない。作庭者らはロマンチックな絵画、アルカディアの風景を神話のシーンとして描いた特にニコラ・プッサン、サルヴァトル・ローザ、クロード・ロランらの絵画にインスパイアされた。
ランドスケープガーデンは文学と絵画から、そして象徴とメッセージで満たされる寓意であるように設計されていく。通常はエデンの園におけるガーデン・オブ・パラダイス、あるいはローマ神話の牧歌的なアルカディアをレクリエーション、あるいは人類の歴史や全世界の歴史的なロマンツアーを提供するようにデザインされていく。それには普通に作庭した景色では十分ではなく、建築を備えていなければならなかった。
この流れを受け、18世紀イギリスにおいて、庭園の中に自然風景の美しさを入れようとする動きが現れた。さらにこうした思想をジャーナリストなどの文筆家が主導し、理念の形成に寄与した。この時代に最初に整形式の庭園に対して批判を述べているのは、アントニー・アシュリー＝クーパー (第3代シャフツベリ伯爵)である。彼は、1709年に記した『モラリストたち』において、あるがままの自然を賛美し、これを整形式庭園の美学と正反対のものとして対比し、人工美の庭園よりも大自然の優美さを賞賛した。これに影響を受けた随筆家・詩人のジョセフ・アディソンは、専門誌『スペクテイター』で庭園に関する論説を執筆、1712年の414号と477号などで、自由と思想性と自然賛美を結びつけ、フランス式庭園などのヴィスタ（見通し景）の拘束性を攻撃した。アディソンは、南欧の庭園を擬似自然であるとし、それらは「著作や神話を題材としたフィクションの自然である」と述べ、庭園美と自然風景美とを一体として捉えるという試みを提唱し、その後自身が所有する土地に自然を模した庭園を実際に作庭した。また、同時期、詩人アレキサンダー・ポープも、専門誌「ガーディアン」で、1713年によせた随筆でトピアリーのあり方について非難し、さらにその非難は整形式庭園にまで及び、自然美を賛美した。しかし、ホープが自身の領地で作庭した庭園は、風景式庭園ではなかった。

### ジョージアン庭園
ランスロット・『ケイパビリティ』・ブラウン、1716年 - 1783年は、イギリスの18世紀大御所風景式庭園の設計者。世界遺産にもなっているブレナム宮殿を始め、チャッツワース・ハウス、ハイクレア・カースル、ウォリック城など、ブラウンの設計した庭園。手がけた庭園の数は170超えるイギリスの庭園史に残る造園家である。
ブラウンは、それまでの庭園に盛り込まれた幾何的整形性や、物語性、寓意、神話の世界などを取り込んだ映画性を排除し、イギリス特有の丘陵の地形に滑らかで穏やかな変化を与えた。
1757年、イギリスの作家兼旅行者であるサー・ウィリアム・チェンバースは、中国について3度ほど旅行したが、そのときの旅行記は主に中国の絵、建物、家具、習慣、機械、道具であったが、旅行記中には庭園についての章もあった。
チェンバーズは、ロンドンの南西にあるキューの王立植物園で、中国の塔があるヨーロッパで最初の中国庭園創設者となる。チェンバーズの本とキューガーデンで作庭した中国庭園はイギリスとフランス両方で中国庭園を流行させた。ランドスケープガーデンには、憂鬱から悲しみ、そして喜びまで、感情を呼び起こすように設計された人工の丘、塔、そして遊歩道が付き始めた。 

### ウィクトリアン庭園
ウィクトリアン庭園をさらに発展させたのが、ジョセフ・パクストンである。パクストンの最大の功績は、1851年のロンドン万国博覧会がロンドンのハイド・パークで開催された際の、水晶宮の建設である。またイギリスで最初に公園を設計し建設した人物とされる。
パクストンは、ウィリアム・キャヴェンディッシュ (第6代デヴォンシャー公爵)のチャッツワース・ハウスの首席庭園技師の地位に就き、ブラウンなどの手がけたイギリス風景式庭園に更新された。

### ガートルード・ジーキル以降
19世紀後半から20世紀初頭にかけてイギリスで活躍した女性園芸家ガートルード・ジーキルは、従来のイギリス風景式庭園に対するアンチテーゼとして、自然な植栽と自生植物を生かした造園を提唱した。また、色彩の調和の重要性を説き、花壇作りやウッドランドで実践したカラー・スキーム(色彩設計)の手法を発展させ、庭園設計の技法として用いることを考案した。さらに、建築家エドウィン・ラッチェンスの建築様式と造園家ウィリアム・ロビンソンの自然式の庭園との融合発展につとめ、コテージガーデンなどに代表される造園手法の源流を築いた。なお、後述の通り、日本の家庭園芸の文脈において、注釈なしに「イングリッシュガーデン」との語が用いられる場合、ジークル以降の色彩計画の手法に則って設計された風景式庭園よりも小規模な庭園の様式を指すことがある。

## イングリッシュガーデンでの植栽植物
- 日本人が見ると、大概不思議に思う植物が植えられているのも、特徴の一つである。それが本国や欧州各国では、日本在来種の野生植物であり、地元の日本では、雑草として嫌われる傾向が高い植物であるが、彼の国々では大型の容姿が整った草本植物として人気が高く、園芸品種も品種改良を行って作出をしている植物がある。遥の地ではPlumPoppy(=プルームポピー)と云われる植物であるが、それは、ケシ科の多年生草本の和名“がタケニグサ及びケナシチャンパギクである。多くの園芸品種が作出されていて。紫色掛かった葉を着けるケルウェイ、桃色の花を咲かせるフラミンゴとも呼ばれる園芸品種があり、白色花の在来種と共に植栽されている。タケニグサ及びケナシチャンパギクは、Plume poppy=（プルームポピー；羽毛ケシ）またMacleay cordata=（マクリアヤコルダタ）と云われ、フラミンゴは、マクリアヤ ミクロカルパとも呼ばれる。マクリアヤは、スコットランドの昆虫学者アレクサンダー・マクレイ（英語版）の氏名を記念して、コルダタは、他の植物とも同じで、葉の形状が大まかにハート形をしているので、付けられた物で、ラテン語でハート形の意味である。

## 代表的なイギリス風景式庭園

### イギリス
- ストウヘッド庭園 (Stourhead)
- チャッツワース・ハウス庭園
- ブレナム（ブレニム）宮殿庭園
- カースル・ハワード庭園
- ストウ庭園 (Stowe)
- ウエストウイコム (West Wycombe Park)
- チジック・ハウス
- ルートンホー (Luton Hoo)
- スタッドリー王立公園　- ファウンテンズ修道院
- モティスフォント修道院 (Mottisfont Abbey)
- ダンコム (Duncombe Park)
- キューガーデン
- ヘアウッド・ハウス (Harewood House)
- トレンタム (Trentham Estate)
- ヒーウエルグランジ (Hewell Grange)
- ルーシャムハウス (Rousham House)

### フランス
- 小トリアノン宮殿
- エルムノンヴィル (Château d'Ermenonville)
- パガテル公園 (Château de Bagatelle)
- モンソー公園
- モルフォンテーヌ (Château de Mortefontaine)
- ブルイユ城庭園 (Château de Breteuil)
- ヴァルジャンスーズ
- メレヴィル (Château de Méréville)

### ドイツ
- ムスカウアー（ムスカウ）公園
- エングリッシャーガルテン　－ミュンヘン
- デッサウ・ヴェルリッツの庭園王国
- ロスヴァルデ
- ホーエンハイム (Hohenheim Castle)
- アルテンシュタイン (Altenstein Castle)
- ヴュルフガルテン
- シェーンタール修道院
- ブラーニッツ庭園
- シュヴエッツインゲン (Schwetzingen Palace)
- ビーブリヒアムマイン

## ヨーロッパ以外への影響
イギリスの植民地とされた地域や強い影響下に置かれた地域では、イギリス人作庭家によるイギリス式の庭園の制作が行われている。
- ブッチャート・ガーデン（カナダ・ビクトリア）
- キャメロンハイランドの避暑施設群（マレーシア）
- 魯迅公園（旧名・虹口公園。中国・上海）

## 日本における受容

### 日本のイギリス式庭園
近代日本において洋館が建設されるようになると、これに付随して西洋風の庭園も制作されるようになった。「イギリス式庭園」をヒントに芝庭や西洋風あずまやなどイギリスの風景式庭園に見られる要素が導入された。日本に導入されたのはランスロット・ブラウン以降の、館の付近は整形式で館から離れていくにつれて風景式になる、また西洋以外の異国文化の要素を取り入れた折衷式の「西洋風庭園」として作庭・鑑賞されることが多い。フランスのベルサイユ園芸学校校長アンリ・マルチネの設計により1906年に完成した新宿御苑や1914年に完成した武庫離宮（大正天皇の離宮、現須磨離宮公園）庭園は「平面幾何学式庭園」「風景式庭園」「日本庭園」等の要素からなり、当時のイギリスで流行した設計法を用いていることがわかる。
戦後日本においてはおもに観光用として、公共団体や民間企業によって本格的なイギリス風景式庭園を志向した（と称される）大規模な庭園、イングリッシュガーデンを本場のガーデンデザイナーを連れてきて作っているもの、が増加している。
- リトルロックヒルズ（北海道岩見沢市栗沢町[3]）
- 真鍋庭園（北海道帯広市）
- プリンス・ウィリアムズ・パーク 英国庭園（福島県本宮市[4]）
- ブリティッシュヒルズ ガーデン（福島県天栄村）
- 七ツ洞公園（茨城県水戸市）
- 蓼科高原バラクライングリッシュガーデン（長野県茅野市）
- 兵庫県立北播磨余暇村公園（兵庫県多可町）
- 深山公園（岡山県玉野市）
- みつけイングリッシュガーデン（新潟県見附市）
- 松江イングリッシュガーデン（旧ルイス・C.ティファニー庭園美術館　島根県松江市）
- 松阪農業公園ベルファームイングリッシュガーデン
- 中部産業団地公園イングリッシュガーデン
- だいいちこども園「イングリッシュガーデン」
- 柳が崎湖畔公園「びわ湖大津館イングリッシュガーデン」
- 宝塚ファミリーランド宝塚ガーデンフィールズ
- 須磨離宮公園花の庭園 イングリッシュガーデン
- 手柄山平和公園サンクガーデン
- 日本経済大学イングリッシュガーデン
- 福岡こども短期大学イングリッシュガーデン
- 英国式庭園ピーターラビットイングリッシュガーデン（富士本栖湖リゾート内）（山梨県富士河口湖町）
- その他、群馬県渋川市にある赤城自然園のようにロスチャイルド家のシャクナゲ園のような花園を目指しているが、赤城の自然生態を生かしたイングリシュガーデンの模倣でない日本の新しいガーデンを目指したものがある

### 日本の家庭園芸におけるイギリス式庭園
日本において、「イングリッシュガーデン」との語が家庭園芸（ガーデニング）用語として用いられる場合、色彩計画の手法に則って造園された、風景式庭園よりも小規模な庭園を指すことが多い。個人住宅や店舗の庭のほか、集合住宅のベランダにも造園される。色彩計画に従った庭園全体の調和に配慮した造園が行われ、レンガ・ウッドデッキ・ラティスフェンス・屋外家具・テラコッタといった西洋風の装飾品が用いられ、バラが植えられることが多い。
- 上野ファーム（北海道旭川市）

## 庭園技法など
- ハハァ 土地の起伏 オペリクス 芝庭 流路 点景廃墟（フォリー） レッドブック